# Cohomologie de Dolbeault
En géométrie complexe et en géométrie différentielle, la cohomologie de Dolbeault est une généralisation simplifiée aux variétés complexes de la cohomologie de De Rham.

## Définition du complexe de cochaines
Pour un fibré vectoriel holomorphe {\displaystyle E} sur une variété complexe {\displaystyle M}, les formes différentielles sur {\displaystyle M} à valeurs dans {\displaystyle E} se définissent comme les sections du fibré {\displaystyle \Lambda ^{*}M\otimes E}. Parmi ces formes différentielles se distinguent celles qui sont localement somme du produit extérieur de {\displaystyle p} formes linéaires et de {\displaystyle q} formes antilinéaires, dites de bidegré {\displaystyle (p,q)}. On note usuellement {\displaystyle \Omega ^{p,q}(M,E)} l'espace vectoriel complexe des formes différentielles de bidegré {\displaystyle (p,q)} à valeurs dans {\displaystyle E}. Ces espaces sont en somme orthogonale et :
Si {\displaystyle E} est le fibré en droites complexes trivial sur {\displaystyle M}, on s'empresse de l'oublier dans les notations. En particulier :
Pour une forme différentielle {\displaystyle \varphi } de bidegré (p, q), on note {\displaystyle {\overline {\partial }}\varphi } la partie de degré {\displaystyle (p,q+1)} de {\displaystyle \mathrm {d} {\overline {\varphi }}} suivant la décomposition ci-dessus. Si {\displaystyle \xi } est une section holomorphe (locale) de {\displaystyle E}, alors {\displaystyle \varphi \otimes \xi } définit une forme différentielle de bidegré {\displaystyle (p,q)} à valeurs dans {\displaystyle E}, et on définit :
Comme {\displaystyle E} est localement engendré par ses sections holomorphes, {\displaystyle {\overline {\partial }}} se prolonge en un opérateur sur {\displaystyle \Omega ^{p,q}(M,E)} à valeurs dans {\displaystyle \Omega ^{p,q+1}(M,E)}, appelé opérateur de Cauchy-Riemann. L'expression ci-dessus ne reste valable que pour des sections holomorphes de {\displaystyle E}. On dispose donc de flèches :
Comme {\displaystyle {\overline {\partial }}^{2}=0}, on dispose d'un complexe de cochaines {\displaystyle (\Omega ^{p,*}(M,E),{\overline {\partial }})}, dont le {\displaystyle q}-ième groupe de cohomologie est appelé {\displaystyle (p,q)}-groupe de Dolbeault :

## Théorème de Dolbeault
Le théorème de De Rham affirme que les complexes de De Rham et les complexes de cohomologie singulière d'une variété différentielle réelle sont homotopes. Le théorème de Dolbeault peut être vu comme un analogue complexe.
Théorème de Dolbeault — Le {\displaystyle (p,q)}-ième groupe de cohomologie de Dolbeault du fibré holomorphe {\displaystyle E} est canoniquement isomorphe au {\displaystyle q}-ième groupe de cohomologie de Čech du faisceau des {\displaystyle p}-formes holomorphes sur {\displaystyle M} à valeurs dans {\displaystyle E} :